# Polisportiva Adolfo Consolini
La Polisportiva Adolfo Consolini è una società pallavolistica femminile italiana con sede a San Giovanni in Marignano: milita nel campionato di Serie A1.

## Storia
La Polisportiva Adolfo Consolini viene fondata nel 1970: per due decenni la società milita nei campionati locali. Tra gli anni novanta e gli anni duemila la squadra partecipa prima al campionato di Serie D e poi a quello di Serie C.
Nel 2013 la Polisportiva Adolfo Consolini acquista i diritti sportivi per poter disputare il campionato 2013-14 in Serie B2: nella stagione 2014-15, grazie al primo posto in campionato, la squadra viene promossa in Serie B1 dove debutta nella stagione 2015-16. Anche in questo caso vince sia la regular season che i play-off promozione ottenendo la promozione in Serie A2.
Nella stagione 2016-17 partecipa quindi al campionato cadetto, qualificandosi nella stessa annata per la prima volta ai play-off promozione, sconfitta poi nei quarti di finale, mentre nella stagione successiva si aggiudica il suo primo trofeo ossia la Coppa Italia di Serie A2.
Nell'annata 2024-25, alla sua nona partecipazione al campionato cadetto, conquista per la seconda volta la Coppa Italia di categoria ed ottiene la promozione in Serie A1, categoria dove esordisce nella stagione 2025-26.

## Rosa 2025-2026
| N° | Nome                | Ruolo | Data di nascita  | Nazionalità sportiva |
| -- | ------------------- | ----- | ---------------- | -------------------- |
| 1  | Serena Ortolani     | O     | 7 gennaio 1987   | Italia               |
| 2  | Martina Bracchi     | S     | 25 aprile 2002   | Italia               |
| 4  | Cecilia Nicolini    | P     | 10 giugno 1994   | Italia               |
| 6  | Edinara Brancher    | O     | 1º febbraio 1996 | Brasile              |
| 7  | Giada Cecchetto     | L     | 6 giugno 1991    | Italia               |
| 8  | Anna Piovesan       | S     | 27 marzo 2004    | Italia               |
| 9  | Sveva Parini        | C     | 3 marzo 2001     | Italia               |
| 11 | Elizaveta Kochurina | C     | 1º ottobre 2002  | Russia               |
| 12 | Agata Tellone       | L     | 4 gennaio 2002   | Italia               |
| 13 | Sara Panetoni       | L     | 6 maggio 2000    | Italia               |
| 16 | Sara Caruso         | C     | 5 febbraio 2001  | Italia               |
| 17 | Alice Nardo         | S     | 15 dicembre 2002 | Italia               |
| 18 | Sarah Straube       | P     | 26 aprile 2002   | Germania             |

## Palmarès
- Coppa Italia di Serie A2: 2

2017-18, 2024-25